# Erling Andersen
Erling Andersen (Noruega, 22 de septiembre de 1960) es un atleta noruego retirado especializado en la prueba de 5 km marcha, en la que consiguió ser medallista de bronce europeo en pista cubierta en 1983.

## Carrera deportiva
En el Campeonato Europeo de Atletismo en Pista Cubierta de 1983 ganó la medalla de bronce en los 5 km marcha, con un tiempo de 20:00.68 segundos, tras los soviéticos Anatoliy Solomin  y Yevgeniy Yevsyukov.